# 西北鎮區 (北卡羅萊納州不倫瑞克縣)
西北鎮區（英語：Northwest Township）是位於美國北卡羅萊納州不倫瑞克縣的一個鎮區。

## 地方資料
西北鎮區的面積為200.98平方千米，皆為陸地。根據2020年美國人口普查的數據，當地共有人口16872人，而人口密度為每平方千米83.95人。